# فريولي فينيتسيا جوليا

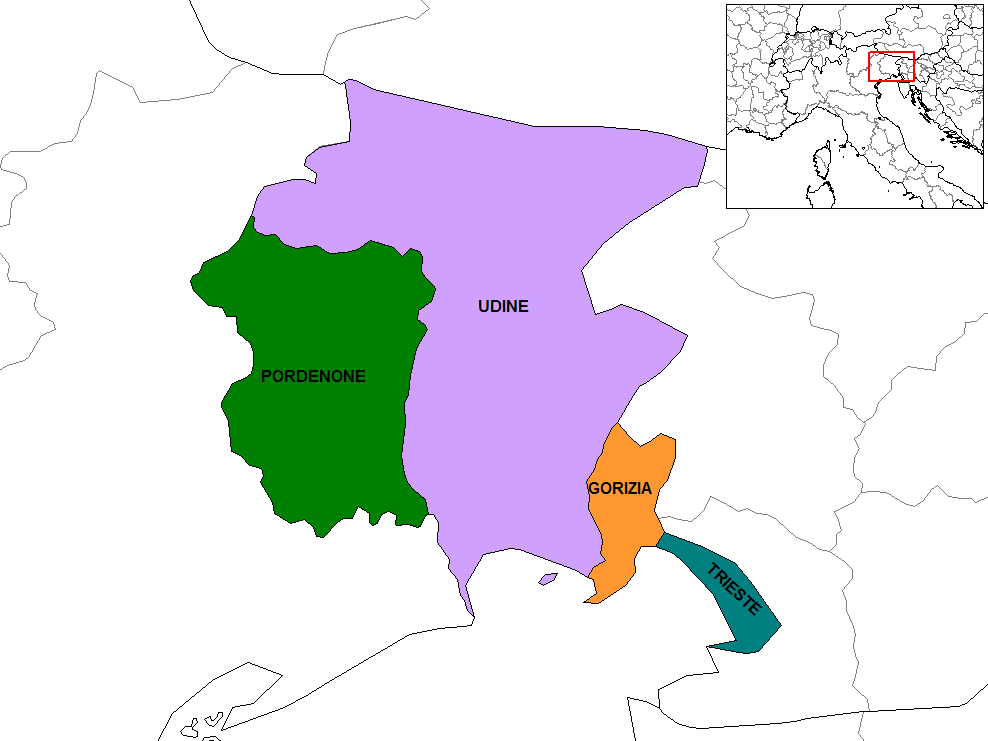
فريولي فينيتسيا جوليا ومقاطعاتها

فريولي فينيتسيا جوليا (بالإيطالية: Friuli-Venezia Giulia)‏ أحد الأقاليم العشرين المكونة للتراب الإيطالي يقع في شمال شرق البلاد عاصمته ترييستي يبلغ عدد سكانه حوالي 1.210.903 نسمة ومساحته 7.845 كيلومتر مربع, يحدها شرقا سلوفينيا، وشمالا النمسا، وغربا إقليم فنيتة، والبحر الأدرياتي جنوبا.
مقسم إلى أربعة مقاطعات وهي :
- مقاطعة أُدينة
- مقاطعة ترييستي
- مقاطعة بُردِنونة
- مقاطعة غُرِتسية

## الجغرافيا
إقليم فريولي فينيتسيا جوليا يشكله فريولي، والذي يشكل حوالي 96 ٪ من الأراضي (العاصمة التاريخية أوديني) والجزء المتبقي من فينيتسيا جوليا بعد الحرب العالمية الثانية. ومع ذلك، لا يمكن إقامة حدود دقيقة بين هاتين المنطقتين، وذلك لأن بعض الحدود سيكون النهر تيفانو (حدود فريول تاون)، في حين أن البعض الآخر، وخصوصا المقيمين في بيزياكاريا، تمر الحدود على طول النهر إنونسو. جزء من بيزياك الأفضلية يعرف جوليانا بدلًا من فريولي.
الحدود هي كما يلي :
- الشمال -- النمسا (كيرنتن)
- الشرق -- سلوفينيا (غوريسكا وكراسكا)
- مجموعة الغرب -- فنيتة (مقاطعة بلونة تريفيزو والبندقية)
- جنوب -- البحر الأدرياتيكي.

منطقة جبلية في معظمها (جبل كوليانس مع 2780 متر وهو أعلى قمة)، وبذلك تحتل الجبال
42.6 ٪ من أراضيها، والسهول، 38.1 ٪، في حين أن 19.3 ٪ التلال.

## أهم المدن

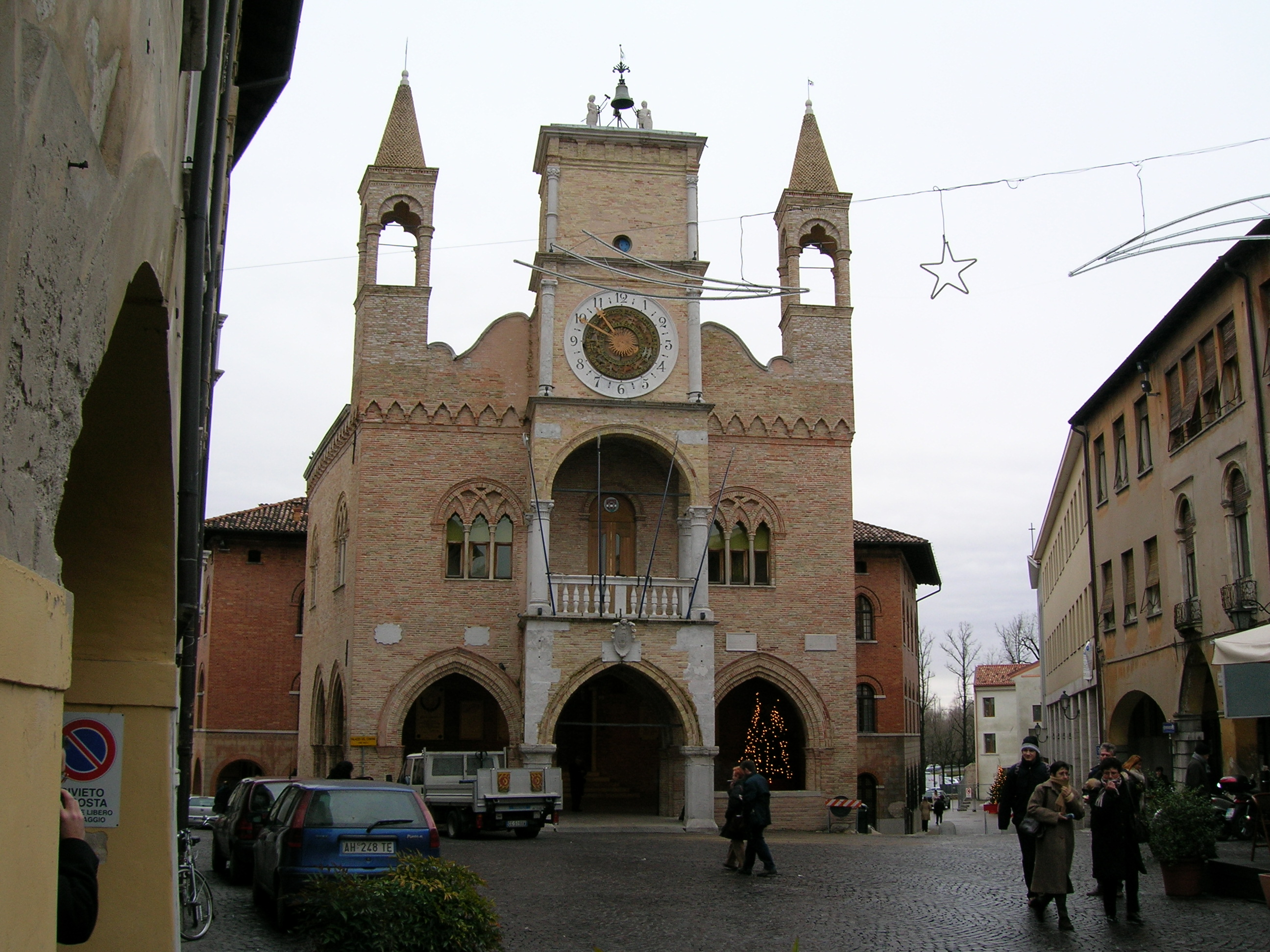
بوردينوني
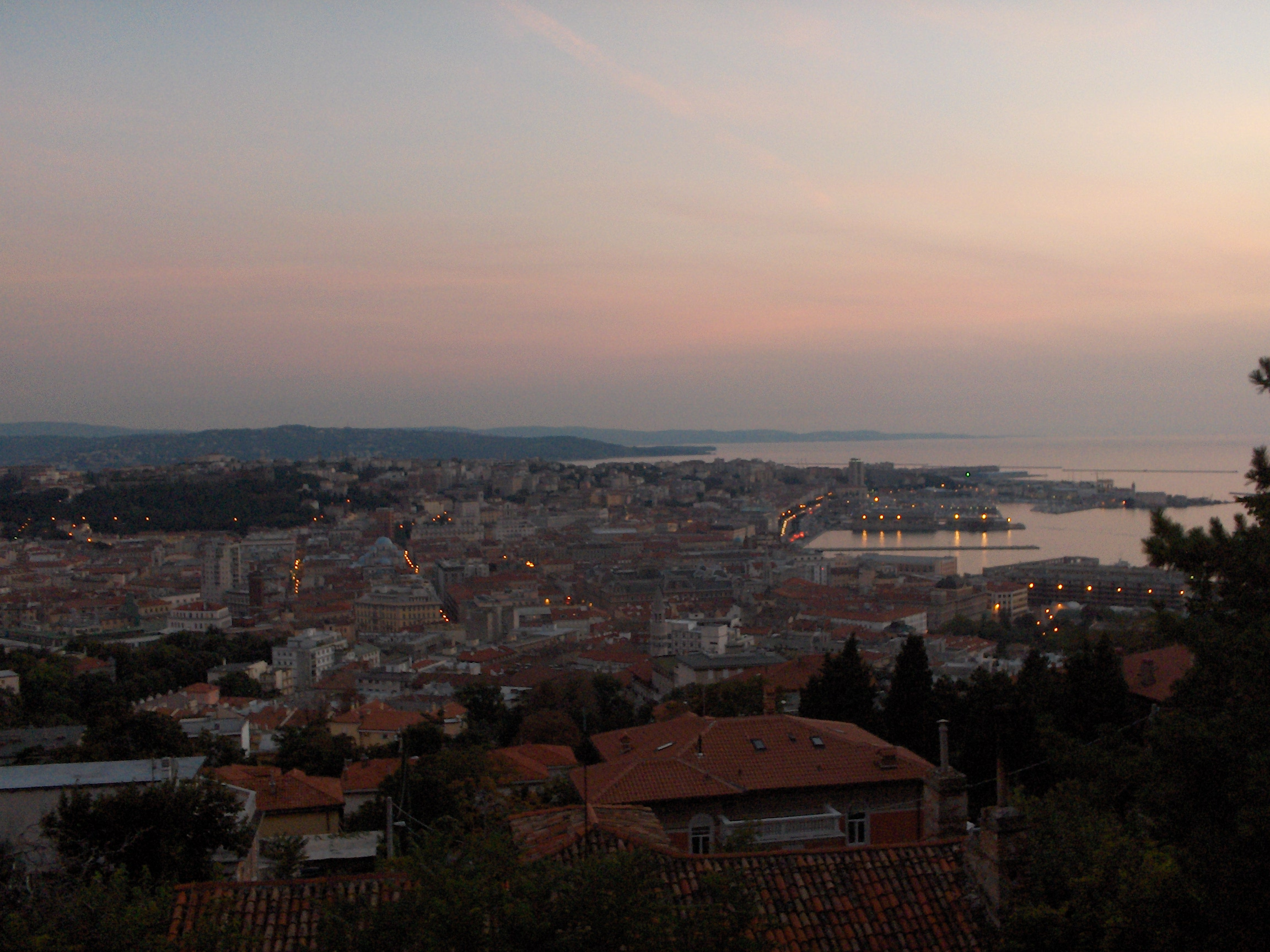
ترييستي
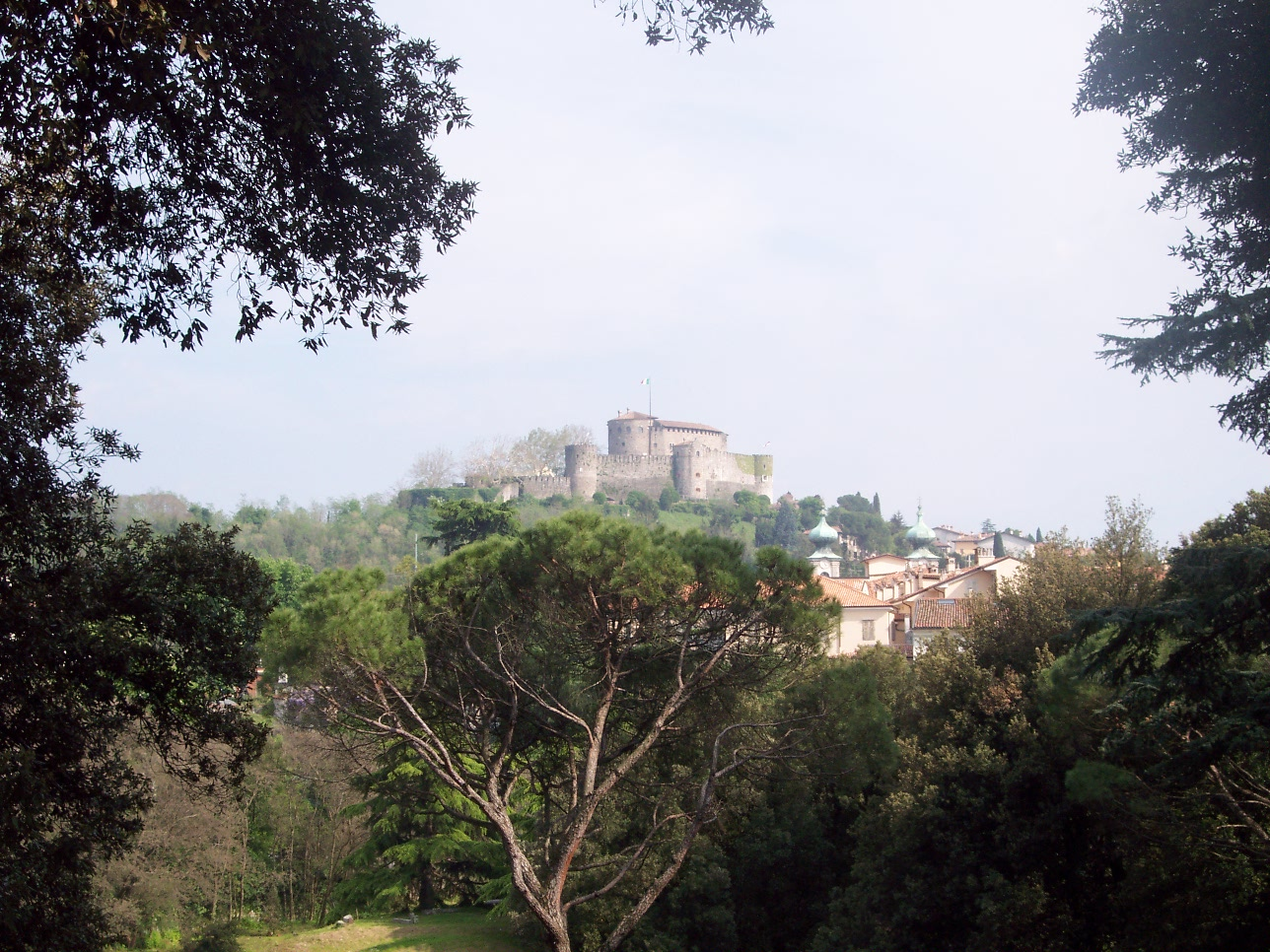
غوريتسيا

| المدينة     | الاسم بالأيطالية | المقاطعة | السكان  |
| ----------- | ---------------- | -------- | ------- |
| 1. ترييستي  | Trieste          | ترييستي  | 208.621 |
| 2. أُدينة    | Udine            | أُدينة    | 96.750  |
| 3. بِردِنونة  | Pordenone        | بُردِنونة  | 50.926  |
| 4. غُرِتسية   | Gorizia          | غُرِتسية   | 36.615  |
| 5. منفلكونة | Monfalcone       | غُرِتسية   | 27.668  |

- بوردينوني
- ترييستي
- غوريتسيا

## أعلام
- مارتن بوتسر